# Copa del Rey de béisbol
La Copa de Su Majestad el Rey, más conocida como Copa del Rey, es un campeonato que enfrenta desde 1944 a los clubes de béisbol más importantes de España para designar al campeón de España. No en vano, en su fundación la competición era denominada como Campeonato de España, y no fue hasta años después cuando se empezó a usar en su denominación el calificativo del trofeo, pasando a ser el Campeonato de España - Copa de Su Excelencia el Generalísimo.
Desde sus inicios el campeonato estuvo dividido en dos categorías o divisiones, quedando organizados según las clasificaciones de los correspondientes campeonatos regionales de clubes, torneos que daban acceso a las mismas. Actualmente, la comparecencia viene sujeta al resultado obtenido en la División de Honor o Liga Nacional.
Desde la instauración de las competiciones europeas en 1963, el equipo que se proclama campeón de Copa obtiene una plaza para la Copa Europea.
El actual campeón de la competición es el Marlins Puerto de la Cruz tinerfeño.

## Historial
Los primeros clubes de béisbol en España nacieron en las dos primeras décadas del siglo XX, integrados muchos de ellos por jugadores y técnicos españoles de origen antillano (cubanos y puertorriqueños), que habiendo terminado la guerra hispanoamericana emigraron con sus familias a la Península. Se trata de clubes de aficionados que juegan amistosos y pequeños torneos, y enseñan las práctica de este deporte a otros interesados. Destacan de esta primera época diversos clubes como el Iris BBC (1909), La Fe BBC (1909), Habana BBC (1910) y el Madrid Base-ball (1903). Durante la siguiente década (los 20) desaparecen algunos clubes de béisbol y aparecen otros nuevos, mayoritariamente en Madrid y Barcelona, algunos de efímera existencia como la Sección de Béisbol del Catala FC, desaparecida a finales de los 20. Es en esta época cuando el Madrid Base-ball se convierte en la Sección de Béisbol del Real Madrid Club de Fútbol y cuando el RCD Espanyol comienza a organizar la suya. 
Desde que se inaugurase el Campeonato de España de primera categoría en 1944, más tarde denominado Copa del Generalísimo, ha estado dominada en su mayor parte por equipos madrileños o catalanes, las dos regiones históricas con más tradición en España a este deporte. Entre ambas suman un total de 65 títulos sobre un total de 76.

El primer campeón de la competición fue la sección de béisbol del Real Club Deportivo Español —primer equipo español que jugó un partido en el país en 1911—, mientras que el club con más títulos es el Club Béisbol Viladecans con 19, seguido de la Sección de Béisbol del Real Madrid con 7.
| Ed.                   | Año                   | Campeón                  | Resultado             | Subcampeón                  | Sede Final                | Nota(s)                                 |
| Copa del Generalísimo | Copa del Generalísimo | Copa del Generalísimo    | Copa del Generalísimo | Copa del Generalísimo       | Copa del Generalísimo     | Copa del Generalísimo                   |
| --------------------- | --------------------- | ------------------------ | --------------------- | --------------------------- | ------------------------- | --------------------------------------- |
| I                     | 1944                  | R. C. D. Español         | 2 - 1                 | Club América                | Barcelona                 | 14-16, 23-18, 15-10                     |
| II                    | 1945                  | Real Madrid C. F.        | 5 - 4                 | C. F. Barcelona             | Madrid                    | Partido único                           |
| III                   | 1946                  | C. F. Barcelona          | 19 - 4                | R. C. D. Español            | Madrid                    | Partido único                           |
| IV                    | 1947                  | C. F. Barcelona          | 3 - 2                 | Real Madrid C. F.           | Madrid y Barcelona        | 7-6, 8-9, 8-3, 10-5, 9-12               |
| V                     | 1948                  | Real Madrid C. F.        | 2 - 0                 | Atlético de Madrid          | Madrid                    | 12-6, 10-6                              |
| VI                    | 1949                  | Atlético de Madrid       | 2 - 1                 | Hércules Las Corts          | Barcelona                 | 3-4, 5-3*, 12-6                         |
| VII                   | 1950                  | Real Madrid C. F.        | 2 - 1                 | Hércules Las Corts          | Madrid                    | 11-10, 5-7, 15-10                       |
| VIII                  | 1951                  | Atlético de Madrid       | 2 - 0                 | R. C. D. Español            | Barcelona                 | 3-1, 11-7                               |
| IX                    | 1952                  | Atlético de Madrid       | 7 - 3                 | Real Madrid C. F.           | Madrid                    | Partido único                           |
| X                     | 1953                  | R. C. D. Español         | 2 - 0                 | Hércules Las Corts          | Barcelona                 | 10-5, 16-8                              |
| XI                    | 1954                  | Hércules Las Corts       | 2 - 0                 | Piratas B. C.               | Madrid                    | 25-18, 7-5                              |
| XII                   | 1955                  | Real Madrid C. F.        | 20 - 11               | Atlético de Madrid          | Madrid                    | Partido único                           |
| XIII                  | 1956                  | C. F. Barcelona          | 17 - 5                | Club Acero                  | Barcelona                 | Partido único                           |
| XIV                   | 1957                  | Picadero J. C.           | 3 / 0                 | Club Acero                  | Bilbao                    | Sistema de liga (Victorias / Derrotas)  |
| XV                    | 1958                  | Hércules Las Corts       | 8 - 4                 | Real Madrid C. F.           | Barcelona                 | Triangular (Partido decisivo)           |
| XVI                   | 1959                  | Real Madrid C. F.        | 33 - 3                | S. D. Iturrigorri           | Valencia                  | Triangular (Partido decisivo)           |
| XVII                  | 1960                  | Real Madrid C. F.        | 4 - 3                 | Picadero J. C.              | Madrid                    | Triangular (Partido decisivo)           |
| XVIII                 | 1961                  | Real Madrid C. F.        | 2 - 1                 | Hércules Las Corts          | Barcelona                 | 2-4, 5-3, 6-3                           |
| XIX                   | 1962                  | Picadero J. C.           | 2 - 1                 | Real Madrid C. F.           | Madrid                    | 2-1, 7-8, 4-2                           |
| XX                    | 1963                  | Real Madrid C. F.        | 2 - 0                 | Piratas B. C.               | Madrid                    | 13-12, 9-6                              |
| XXI                   | 1964                  | Picadero-Damm J. C.      | 2 - 1                 | El Corte Inglés             | Barcelona                 | 7-6, 9-10, 6-3                          |
| XXII                  | 1965                  | El Corte Inglés          | 11 - 2                | Picadero-Damm J. C.         | Madrid                    | Sistema por derrotas (desempate final)  |
| XXIII                 | 1966                  | Piratas B. C.            | 2 - 1                 | El Corte Inglés             |                           | 1-6, 13-0, 4-1                          |
| XXIV                  | 1967                  | Piratas B. C.            | 2 - 1                 | Picadero-Damm J. C.         | Madrid                    | 4-11, 12-5, 10-5                        |
| XXV                   | 1968                  | El Corte Inglés          | 2 - 1                 | Picadero-Damm J. C.         | Barcelona                 | 2-5, 16-6, 8-3                          |
| XXVI                  | 1969                  | El Corte Inglés          | 2–0                   | Picadero-Damm J. C.         | Madrid                    | 12-0, ?                                 |
| XXVII                 | 1970                  | A. D. Rayo Vallecano     | 2 - 0                 | Picadero-Damm J. C.         | Barcelona                 | Sistema por derrotas (partido decisivo) |
| XXVIII                | 1971                  | Madrid B. C.             | 4 - 1                 | Picadero-Damm J. C.         | Madrid                    | Partido único                           |
| XXIX                  | 1972                  | Madrid B. C.             | 2 - 0                 | A. D. Rayo Vallecano        |                           | 4-3, 9-8                                |
| XXX                   | 1973                  | Condepols-Madrid B. C.   | 2 - 0                 | Picadero-Moritz J. C.       | Madrid                    | 11-8, 7-5                               |
| XXXI                  | 1974                  | Condepols-Madrid B. C.   | 2 - 1                 | Picadero J. C.              |                           | 1-9, 9-1, 7-5                           |
| XXXII                 | 1975                  | Condepols-Madrid B. C.   | 2 - 1                 | Cataluña B. C.              | Madrid                    | 12-2, 4-8, 8-6                          |
| Copa del Rey          |                       |                          |                       |                             |                           |                                         |
| XXXIII                | 1976                  | Johnson & Johnson Madrid | 2 - 1                 | S. D. Iturrigorri           | Bilbao                    | 2-5, 14-5, 3-1                          |
| XXXIV                 | 1977                  | Cataluña B. C.           | 2 - 0                 | Piratas B. C.               | Barcelona                 | 6-2, 13-2                               |
| XXXV                  | 1978                  | Condepols-Madrid B. C.   | 2 - 0                 | Hércules Las Corts          | Madrid                    | 12-8, 4-2                               |
| XXXVI                 | 1979                  | Condepols-Madrid B. C.   | 2-0                   | Hércules Las Corts          | Barcelona                 | 10-8, 18-17                             |
| XXXVII                | 1980                  | Condepols-Madrid B. C.   |                       | Hippocampo-Sant Boi         |                           | ?                                       |
| XXXVIII               | 1981                  | Piratas B. C.            | liguilla              | C. A. D. Irabia             | Madrid                    | Sistema de liga (Victorias / Derrotas)  |
| XXXIX                 | 1982                  | C. B. Viladecans         | 9-1                   | C. A. D. Irabia             | Barcelona                 | Sistema de liga (Victorias / Derrotas)  |
| XL                    | 1983                  | C. B. Viladecans         | 11-4                  | Atlético Democráticas       | Barcelona                 | [ 48 ]                                  |
| XLI                   | 1984                  | C. B. Viladecans         | 5-1                   | SD Iturrigorri              | Barcelona                 | [ 48 ]                                  |
| XLII                  | 1985                  | C. B. Viladecans         | 8-1                   | CB Piratas                  |                           | [ 48 ]                                  |
| XLIII                 | 1986                  | C. B. Viladecans         | 2-1                   | CD Irabia                   | Navarra                   | [ 48 ]                                  |
| XLIV                  | 1987                  | C. B. Viladecans         | 7-0                   | Hèrcules Les Corts          | San Baudilio de Llobregat | [ 48 ]                                  |
| XLV                   | 1988                  | C. B. Viladecans         | 20-2                  | San Blas                    |                           | [ 48 ]                                  |
| XLVI                  | 1989                  | C. B. Viladecans         | 8-3                   | EM de la Elipa              | Burlada                   | [ 48 ]                                  |
| XLVII                 | 1990                  | C. B. Viladecans         | 9-2                   | CD Irabia                   | Barcelona                 | [ 48 ]                                  |
| XLVIII                | 1991                  | C. B. Viladecans         |                       | EM de Madrid                |                           | [ 48 ]                                  |
| XLIX                  | 1992                  | C. B. Viladecans         |                       | ?                           |                           | [ 48 ]                                  |
| L                     | 1993                  | C. B. Viladecans         | 12-2                  | CD Irabia                   |                           | [ 48 ]                                  |
| LI                    | 1994                  | C. B. Viladecans         | 9-1                   | CD Irabia                   | Puerto de la Cruz         | [ 48 ]                                  |
| LII                   | 1995                  | C. B. Viladecans         |                       | ?                           |                           | [ 48 ]                                  |
| LIII                  | 1996                  | C. B. Viladecans         |                       | CD Arga                     |                           | [ 48 ]                                  |
| LIV                   | 1997                  | C. B. Viladecans         |                       | CD Amaya                    |                           | [ 48 ]                                  |
| LV                    | 1998                  | C. B. Viladecans         |                       | ?                           |                           | [ 48 ]                                  |
| LVI                   | 1999                  | C. B. Viladecans         | 6-0                   | CD Arga                     | Murcia                    | [ 48 ]                                  |
| LVII                  | 2000                  | C. B. Viladecans         |                       | CD Arga                     |                           | [ 48 ]                                  |
| LVIII                 | 2001                  | C. D. Arga               |                       | Club Béisbol Viladecans     | Burlada                   | [ 48 ]                                  |
| LIX                   | 2002                  | CBS Sant Boi             | 3-2                   | Club Béisbol Viladecans     | San Baudilio de Llobregat | [ 49 ]                                  |
| LX                    | 2003                  | CBS Sant Boi             | 8-1                   | Rojos de Candelaria         | Gijón                     | [ 50 ]                                  |
| LXI                   | 2004                  | Rojos de Candelaria      | 5-0                   | CBS Sant Boi                | Burlada                   | [ 51 ]                                  |
| LXII                  | 2005                  | Rojos de Candelaria      | 6-1                   | Fútbol Club Barcelona       | Viladecans                | [ 52 ]                                  |
| LXIII                 | 2006                  | CBS Sant Boi             | 3-0                   | Club Béisbol Viladecans     | Barcelona                 | [ 53 ]                                  |
| LXIV                  | 2007                  | Marlins Puerto Cruz      | 2-0                   | Fútbol Club Barcelona       | Gijón                     | [ 54 ]                                  |
| LXV                   | 2008                  | El Llano Béisbol Club    | 7-6                   | Club Béisbol Viladecans     | Burlada                   | [ 55 ]                                  |
| LXVI                  | 2009                  | Marlins Puerto Cruz      | 2-1                   | Club de béisbol Sant Boi    | San Baudilio de Llobregat | [ 56 ]                                  |
| LXVII                 | 2010                  | Marlins Puerto Cruz      |                       | San Inazio Beisbol Elkartea | Puerto de la Cruz         | [ 57 ]                                  |
| LXVIII                | 2011                  | Marlins Puerto Cruz      | 9-0                   | Club de béisbol Sant Boi    | Burlada                   | [ 58 ]                                  |
| LXIX                  | 2012                  | Marlins Puerto Cruz      | 3-2                   | Club Béisbol Barcelona      | Barcelona                 | [ 59 ]                                  |
| LXX                   | 2013                  | Marlins Puerto Cruz      | 8-4                   | Club Béisbol Barcelona      | Barcelona                 | [ 60 ]                                  |
| LXXI                  | 2014                  | Club Béisbol Barcelona   | 12-2                  | Marlins Puerto Cruz         | Bilbao                    | [ 61 ]                                  |
| LXXII                 | 2015                  | CBS Sant Boi             | 1-0                   | Marlins Puerto Cruz         | San Boi                   | [ 62 ]                                  |
| LXXIII                | 2016                  | CBS Sant Boi             | 1-0                   | Marlins Puerto Cruz         | Barcelona                 | [ 63 ]                                  |
| LXXIV                 | 2017                  | C. B. Astros Valencia    | 4-3                   | Marlins Puerto Cruz         | Valencia                  | [ 64 ]                                  |
| LXXV                  | 2018                  | C. B. Astros Valencia    | 8-7                   | Marlins Puerto Cruz         | San Baudilio              | [ 65 ]                                  |
| LXXVI                 | 2019                  | CBS Sant Boi             | 7-3                   | San Inazio Beisbol Elkartea | Bilbao                    | [ 66 ]                                  |